# Thyrocopa apikia
Thyrocopa apikia là một loài bướm đêm thuộc họ Oecophoridae. Nó là loài đặc hữu của Molokai.
Chiều dài cánh trước là 14–16 mm. 